# Toridaga-Ko
Toridaga-Ko est une commune du Mali, dans le cercle de Niono et la région de Ségou.